# Outfielder

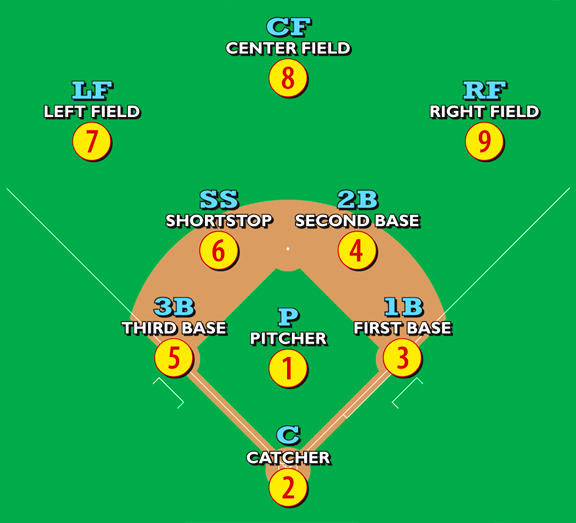
De olika positionerna i baseboll och softboll med deras engelska namn. Outfielders är nummer 7 till 9.

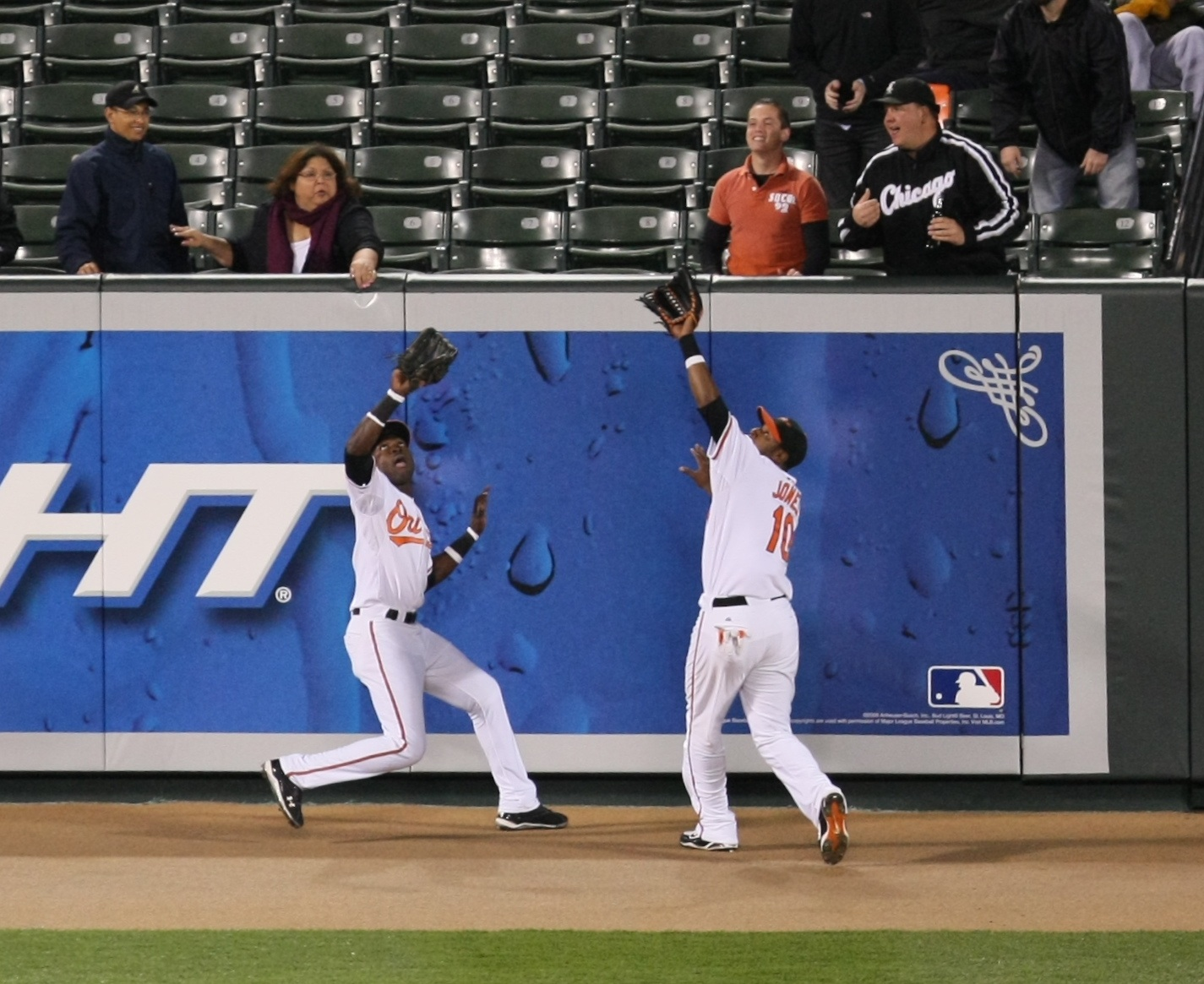
Två outfielders som försöker fånga en lyra.

Outfielder är ett samlingsnamn för de tre positionerna i baseboll och softboll i det område som kallas outfield, området utanför baserna. Positionerna är leftfielder ("vänsterfältspelare"), centerfielder ("centerfältspelare") och rightfielder ("högerfältspelare").
Spelarna i outfield tar hand om de långa bollarna som slås bortom baserna ut från infield. En outfielder kan bränna en slagman genom att fånga en boll i luften innan den studsar, en lyra. Mer ovanligt är att en outfielder tar hand om bollen och hinner kasta den till en försvarsspelare vid en av baserna som hinner bränna en slagman eller annan springande spelare.
En outfielder ska vara snabb för att hinna till bollen på det vidsträckta outfield, vara säker på att fånga bollarna och ha en bra kastarm så att han kan kasta tillbaka bollen både hårt och välriktat till någon infielder eller catchern vid behov. Centerfieldern är oftast den snabbaste av de tre, eftersom han även ska hjälpa till både på left och right field.

## Kända outfielders

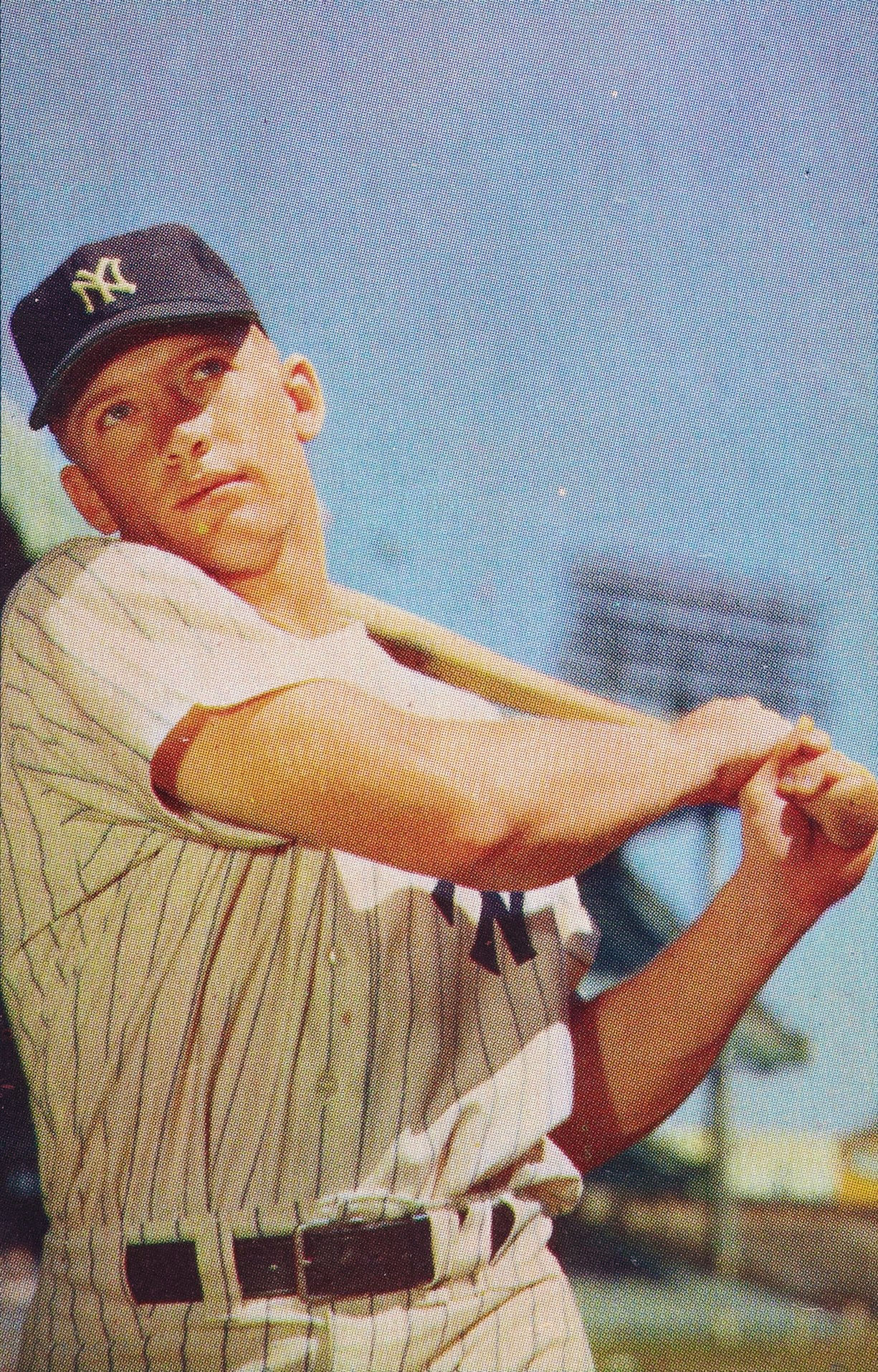
Outfieldern Mickey Mantle 1953.

Följande 74 outfielders hade till och med 2024 valts in i National Baseball Hall of Fame:
- Hank Aaron
- Richie Ashburn
- Earl Averill
- Cool Papa Bell
- Lou Brock
- Willard Brown
- Jesse Burkett
- Max Carey
- Oscar Charleston
- Fred Clarke
- Roberto Clemente
- Ty Cobb
- Earle Combs
- Sam Crawford
- Kiki Cuyler
- Andre Dawson
- Ed Delahanty
- Joe DiMaggio
- Larry Doby
- Hugh Duffy
- Elmer Flick
- Goose Goslin
- Ken Griffey Jr.
- Vladimir Guerrero
- Tony Gwynn
- Chick Hafey
- Billy Hamilton
- Harry Heilmann
- Rickey Henderson
- Pete Hill
- Harry Hooper
- Monte Irvin
- Reggie Jackson
- Al Kaline
- Willie Keeler
- Joe Kelley
- King Kelly
- Ralph Kiner
- Chuck Klein
- Mickey Mantle
- Heinie Manush
- Willie Mays
- Tommy McCarthy
- Joe Medwick
- Minnie Miñoso
- Stan Musial
- Tony Oliva
- Jim O'Rourke
- Mel Ott
- Kirby Puckett
- Tim Raines
- Jim Rice
- Sam Rice
- Frank Robinson
- Edd Roush
- Babe Ruth
- Al Simmons
- Enos Slaughter
- Duke Snider
- Tris Speaker
- Willie Stargell
- Turkey Stearnes
- Sam Thompson
- Cristóbal Torriente
- Larry Walker
- Lloyd Waner
- Paul Waner
- Zack Wheat
- Billy Williams
- Ted Williams
- Hack Wilson
- Dave Winfield
- Carl Yastrzemski
- Ross Youngs